# Андаберд (фортеця)
Андаберд, (вірм. Հանդաբերդ) — вірменська фортеця бідя села Кнараван Шаумянівського району Нагірно-Карабаської Республіки, за 600 м від правого берега річки Левонагет. Розташована на вершині лісистій і крутої гори, на висоті 1665 м. Єдиним підходом до фортеці є стежка, яка тягнеться під південно-західним фортечним муром з північного боку.
Андаберд займає особливе місце серед фортець потужної фортифікаційної системи Східної Вірменії, входячи в систему області Цар, провінції Арцах.

## Історія
- Відповідно до написів на хачкарі, що знаходиться сьогодні в Дадіванку, у 1142—1182 роках Андаберд належав князю Верін Хачена Гасану Вахтангяну.
- Близько 1250 р. фортеця згадується в «Історії» Кіракоса Гандзакеці.
- У 1312 р. Андаберд згадується в пам'ятному записі Євангелія монастиря Таргманчац у Хачакапі, як одна з фортифікаційних споруд князівства Допянів.

## Галерея

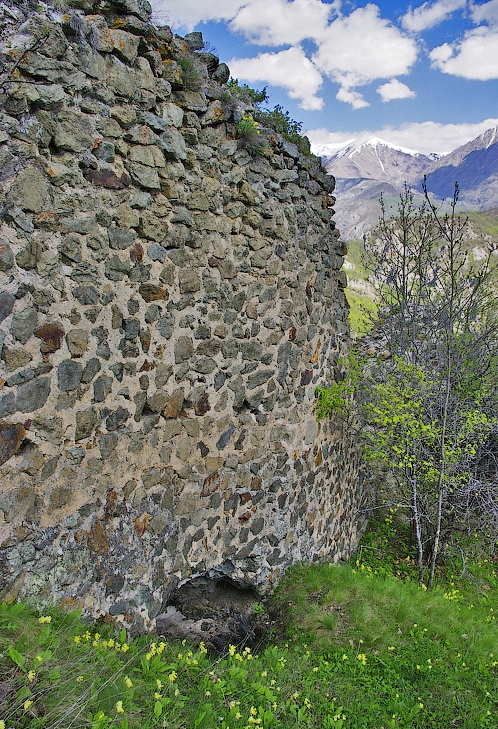
Стіни фортеці
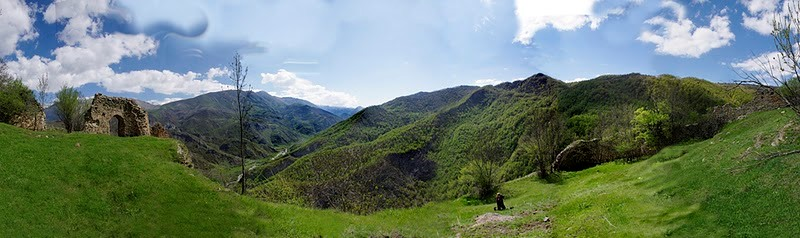
Центральні ворота, залишки мурів - вид з двору фортеці
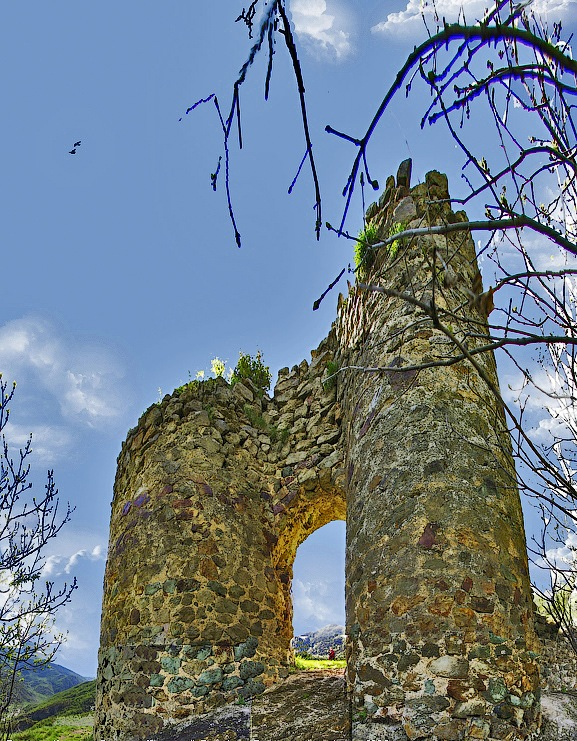
Центральні ворота фортеці
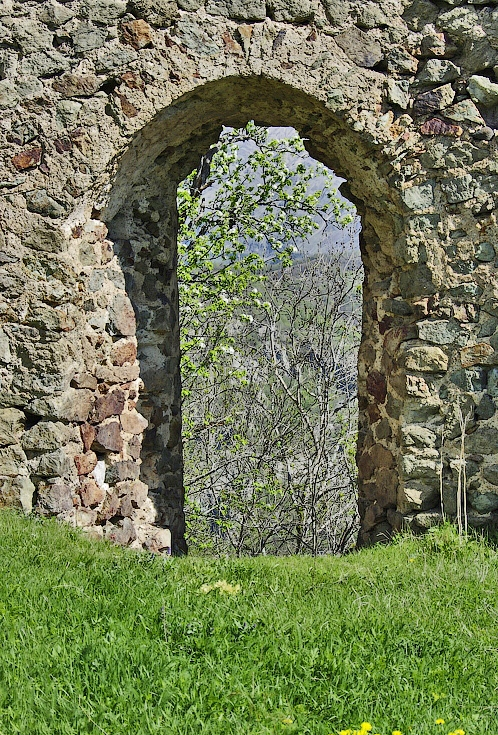
Ворота фортеці
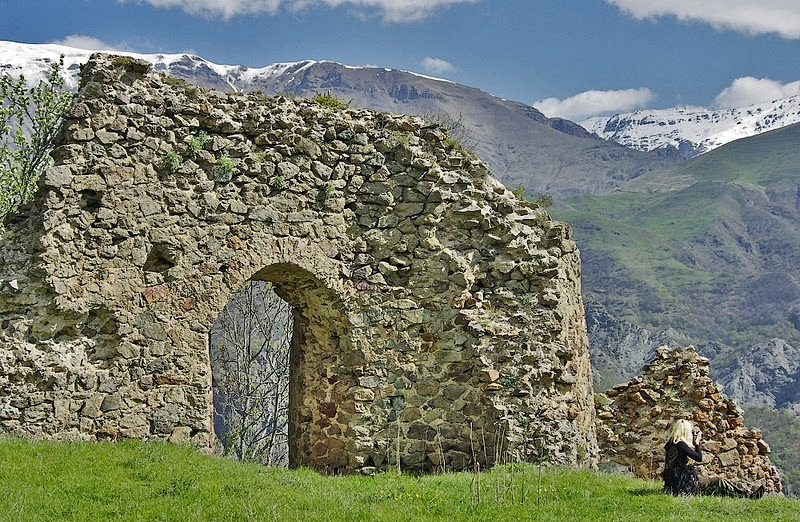
Стіни Андаберду
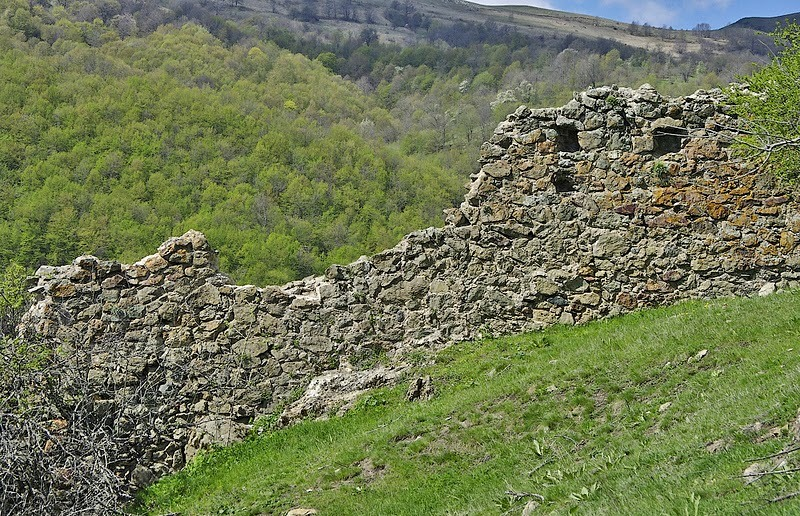
Стіни Андаберду
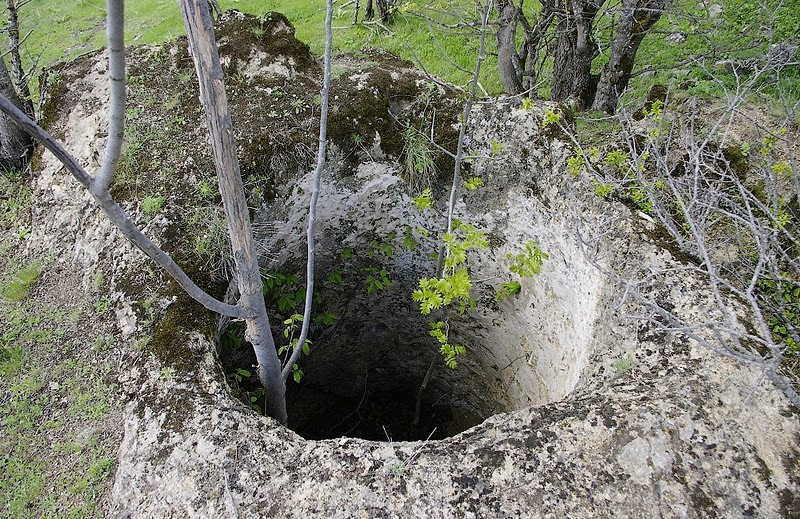
У фортеці
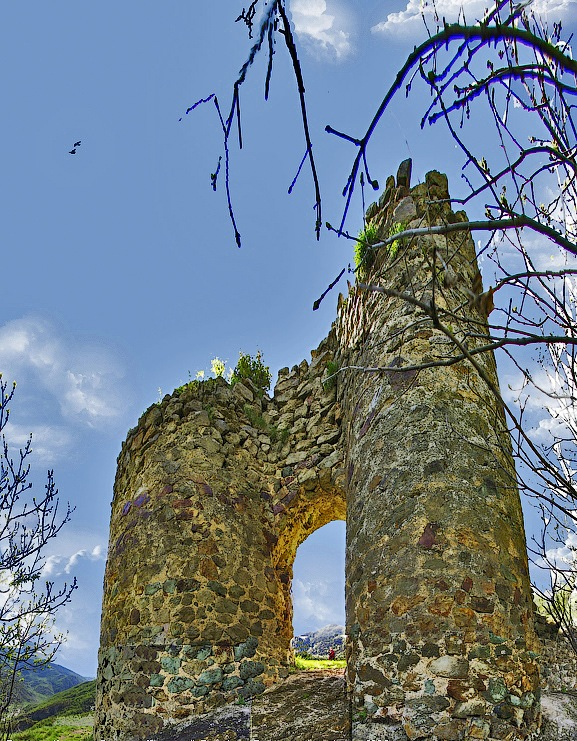
Центральні ворота фортеці